# مت مالتیس
مت مالتیس خواننده و ترانه‌سرای انگلیسی است. سبک او عناصری از پاپ ایندی، راک مستقل و پاپ مجلسی را در هم می‌آمیزد. مالتیس از زمان انتشار اولین تک آهنگ خود «حتی اگر دروغ باشد» در سال ۲۰۱۵، سه آلبوم استودیویی، دو EP و نوزده تک آهنگ منتشر کرده‌است. در ژوئیه ۲۰۲۱، مالتی سومین آلبوم استودیویی خود را با نام صبح بخیر اکنون فردا است اعلام کرد. این آلبوم در اکتبر ۲۰۲۱ منتشر شد از طریق شرکت Nettwerk از برچسب او در حال حاضر با امضا کردند.

## زندگی
مالتیس در ریدینگ بزرگ شد. با توجه به مصاحبه با وایس مدیا او شروع به نوشتن موسیقی در سن ۱۴ سالگی کرد. زمانی که او نوجوان بود، شروع به خرید و فروش صفحه گرامافون کرد و با پولی که به دست آورد، به کمدن لندن نقل مکان کرد.

## حرفه

### 2015–2017: SoundCloud و تک آهنگ‌های اولیه
مالتیس اولین تک آهنگ خود را با نام «حتی اگر دروغ باشد» در سال ۲۰۱۵ در ساوندکلاد منتشر پس از انتشار تک آهنگ، مالتی با Café Bleu Recordings، زیرمجموعه آتلانتیک رکوردز قرارداد امضا کرد. در سال ۲۰۱۶، مالتی از طریق Café Bleu Recordings EP آلبوم بعدی خود را با عنوان In a New Bed منتشر کرد. سال بعد در سال ۲۰۱۷ مالتیس یک تک آهنگ با عنوان "As the World Caves In" که همان‌طور که در مصاحبه ای به اشتراک گذاشت، دربارهٔ موزیک ویدیو او این ایده را داشت که ترزا می، نخست‌وزیر وقت بریتانیا و دونالد ترامپ ، رئیس‌جمهور وقت ایالات متحده که تصمیم گرفتند قبل از شروع جنگ اتمی یک شب عاشقانه را با هم بگذرانید.

### ۲۰۱۸–۲۰۱۹:بد کانتست
در ژوئن ۲۰۱۸ مالتی اولین آلبوم خود را با نام Bad Contestant منتشر کرد. این آلبوم توسط جاناتان رادو از دو گروه راک مستقل آمریکایی Foxygen تهیه شده‌است.
در نوامبر ۲۰۱۹ مالتیس کریستال را منتشر کرد. این آلبوم بیشتر توسط مالتیس در استودیو اتاق خواب او ضبط، تهیه و میکس شده‌است. با انتشار کریستال، مالتیس در نوامبر ۲۰۱۹ تور تیتراژ بریتانیا را آغاز کرد و در شش مکان به اجرای تور پرداخت.

### ۲۰۲۰–اکنون: دیوانه خانه و صبح بخیر اکنون فردا است
در مارس ۲۰۲۰، مالتی تک آهنگ "Ballad of a Pandemic" دربارهٔ همه‌گیری COVID-19 منتشر کرد. این تک آهنگ در همان روزی منتشر شد که محدودیت‌های قرنطینه در بریتانیا اعمال شد.
در ماه مه ۲۰۲۰، مالتی «ملکه زنبور عسل» را با آوازی از آشا لورنز از Sorry منتشر کرد.
در ژوئن ۲۰۲۰، مالتیس در Tiny Gigs، یک رویداد پخش زنده به میزبانی Tiny Changes، یک مؤسسه خیریه سلامت روان، برای جمع‌آوری پول برای صندوق امداد COVID-19 شرکت کرد.
در آگوست ۲۰۲۰، مالتیز آلبوم دیوانه بازی گسترده را منتشر کرد.
در ماه مه ۲۰۲۱، مالتی یک تک آهنگ با عنوان «معما» منتشر کرد او سپس تک آهنگ دیگری را در ژوئیه ۲۰۲۱ به نام «کفش» منتشر کرد که پس از اعلام سومین آلبوم استودیویی مالتیس، صبح بخیر اکنون فردا است، منتشر شد. این آلبوم در اکتبر ۲۰۲۱ منتشر شد.

## دیسکوگرافی

### آلبوم‌های استودیویی
| عنوان                   | جزئیات آلبوم                                               |
| ----------------------- | ---------------------------------------------------------- |
| شرکت کننده بد           | - منتشر شده: ۸ ژوئن 2018 - برچسب: آتلانتیک رکوردز انگلستان |
| کریستال                 | - منتشر شده: ۸ نوامبر 2019 - برچسب: هفت چهار هفتم شش       |
| صبح بخیر اکنون فردا است | - منتشر شده: ۸ اکتبر 2021 - لیبل گروه موسیقی نت ورک        |

### نمایشنامه‌های توسعه یافته
| عنوان                                                             | جزئیات                                                   |
| ----------------------------------------------------------------- | -------------------------------------------------------- |
| در یک تخت جدید                                                    | - منتشر شده: ۲۲ آوریل 2016 - برچسب: Café Bleu Recordings |
| Blood, Sweat & Beers: Live at the Drugstore و Poems from the Road | - منتشر شده: 2017 - برچسب: Café Bleu Recordings          |
| دیوانه خانه                                                       | - منتشر شده: ۷ اوت 2020 - برچسب: گروه موسیقی نت ورک      |

### مجردها
به عنوان هنرمند اصلی
| سال  | عنوان                                 | آلبوم/EP                |
| ---- | ------------------------------------- | ----------------------- |
| ۲۰۱۵ | "حتی اگر دروغ باشد"                   | تک آهنگ‌های بدون آلبوم   |
| ۲۰۱۶ | "جای خالی در قرن ۲۱"                  | تک آهنگ‌های بدون آلبوم   |
| ۲۰۱۶ | "زمان عجیب"                           | شرکت کننده بد           |
| ۲۰۱۷ | "هیچ کس در جنگ پیروز نشد"             | تک آهنگ‌های بدون آلبوم   |
| ۲۰۱۷ | "زندگی کمیک"                          | تک آهنگ‌های بدون آلبوم   |
| ۲۰۱۷ | "همانطور که غارهای جهان وارد می‌شوند"  | شرکت کننده بد           |
| ۲۰۱۸ | "بزرگترین کمدین"                      | شرکت کننده بد           |
| ۲۰۱۸ | "مثل یک ماهی"                         | شرکت کننده بد           |
| ۲۰۱۸ | "عشق کلوپ شبانه"                      | شرکت کننده بد           |
| ۲۰۱۸ | "شرکت کننده بد"                       | شرکت کننده بد           |
| ۲۰۱۸ | "بدبختی"                              | شرکت کننده بد           |
| ۲۰۲۰ | "توکیو (نسخه ایتالیایی)"              | تک آهنگ‌های بدون آلبوم   |
| ۲۰۲۰ | "تصنیف یک بیماری همه گیر"             | تک آهنگ‌های بدون آلبوم   |
| ۲۰۲۰ | "همانطور که غارهای جهان در (آکوستیک)" | تک آهنگ‌های بدون آلبوم   |
| ۲۰۲۰ | "ملکه زنبور عسل"                      | دیوانه خانه             |
| ۲۰۲۱ | "راز"                                 | صبح بخیر اکنون فردا است |
| ۲۰۲۱ | «کفش»                                 | صبح بخیر اکنون فردا است |
| ۲۰۲۱ | «شما سزاوار اسکار هستید»              | صبح بخیر اکنون فردا است |
| ۲۰۲۱ | «صبح بخیر»                            | صبح بخیر اکنون فردا است |